# دان مک‌کلر
دان مک‌کلر (انگلیسی: Don McKellar؛ زادهٔ ۱۷ اوت ۱۹۶۳) فیلم‌نامه‌نویس، کارگردان و بازیگر اهل کانادا است. 
از فیلم‌هایی که وی در آن نقش داشته است، می‌توان به کوری، مصائب و مشکلات، دیشب، پارک مدیتیشن و وقتی که شب در حال سقوط است اشاره کرد.